# August Husemann
August Heinrich Husemann, född 5 september 1833 i Stolzenau, Hannover, död 17 juli 1877 i Thusis, var en tysk kemist och farmaceut.
Husemann blev 1860 assistent vid kemiska laboratoriet i Göttingen och samma år filosofie doktor samt 1862 docent där. Han författade (tillsammans med kusinen Theodor Husemann) de betydande arbetena Handbuch der Toxicologie (1862–67) och Die Pflanzenstoffe in chemischer, physiologischer, pharmakologischer und toxicologischer Hinsicht (1871) samt utgav dessutom bland annat ett supplementband till Leopold Gmelins stora "Handbuch der Chemie". Han var medlem av Svenska Läkaresällskapet.